# Tata Institute of Fundamental Research

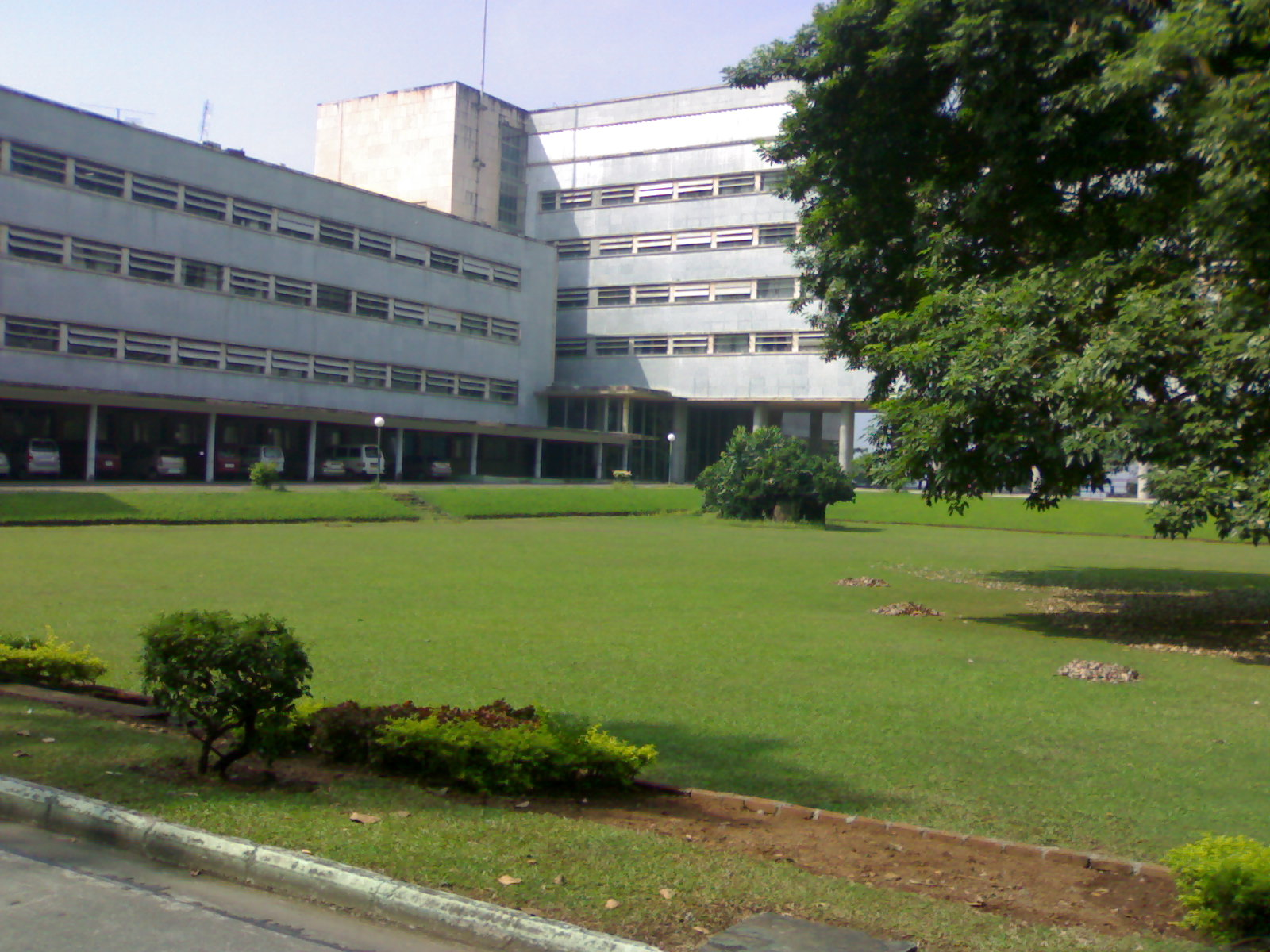
Hauptgebäude des Tata Institute of Fundamental Research

Das Tata Institute of Fundamental Research (TIFR) ist eines der wichtigsten Forschungsinstitute in Indien. Es wurde im Juni 1945 durch Homi Jehangir Bhabha und Jehangir Ratanji Dadabhoy Tata gegründet und ist seit 2003 ein unabhängiges Institut der University of Mumbai. Es hat den Status einer deemed university.
In diesem Institut wird Grundlagenforschung in den Bereichen Chemie, Mathematik, Informatik, Gesundheitswissenschaften, Biologie, Physik und Didaktik betrieben.
Die Forschung am TIFR ist in drei Fakultäten aufgeteilt:
- Fakultät für Mathematik (The School of Mathematics),
- Fakultät für Naturwissenschaften (The School of Natural Sciences) und
- Fakultät für Technologie und Informatik (The School of Technology and Computer Science).

Das TIFR unterhält außerdem weitere Institute außerhalb seines eigentlichen Campus im Stadtteil Colaba in Mumbai. Dazu gehören das Homi Bhabha Centre for Science Education (Zentrum für Didaktik) in Deonar (Mumbai), das National Centre for Radio Astrophysics (Nationales Zentrum für Radioastronomie) in Pune mit dem Giant Metrewave Radio Telescope und das National Centre for Biological Sciences (Nationales Zentrum für Biologie) in Bengaluru.
Wichtige fundamentale Forschungsgebiete des Instituts sind unter anderem Algebra, Algebraische Geometrie, Lie-Gruppen, Darstellungstheorie und Quantengruppen, Zahlentheorie, Kombinatorik, Differentialgeometrie, Topologie, Mathematische Physik, Astronomie und Astrophysik, Molekularbiologie, Kern- und Atomphysik sowie Theoretische Physik.
Das TIFR besitzt eine große Bibliothek mit mehr als 100.000 Büchern und Zeitschriften sowie ein großes Rechenzentrum, das über Hochgeschwindigkeitsnetze mit dem Rest der Welt verbunden ist. Das Institut gehört zu den wenigen in Indien, die über die Möglichkeit verfügen, flüssiges Helium für physikalische Experimente mit sehr tiefen Temperaturen bereitzustellen.